# Androctonus gonneti
Espèce
Synonymes
- Androctonus crassicauda gonneti Vachon, 1948

Androctonus gonneti est une espèce de scorpions de la famille des Buthidae.

## Distribution
Cette espèce se rencontre au Maroc et en Mauritanie.

## Description
Androctonus gonneti mesure jusqu'à 90 mm.

## Systématique et taxinomie
Cette espèce a été décrite sous le protonyme Androctonus crassicauda gonneti par Vachon en 1948. Elle est élevée au rang d'espèce par Lourenço en 2005.

## Étymologie
Cette espèce est nommée en l'honneur de monsieur Gonnet.

## Publication originale
- Vachon, 1948 : « Études sur les Scorpions III (suite) Description des Scorpions du Nord de l’Afrique. » Archives de l’Institut Pasteur d’Algérie, vol. 26, no 3, p. 288-316.